# جامعة هانيانغ للنساء
جامعة هانيانغ للنساء هي كلية خاصة في كوريا الجنوبية (كوريا الجنوبية). يقع الحرم الجامعي في هنجدانج دون، سيونجدونج-جو في سول.

## تاريخ الجامعة
بدأت المدرسة في عام 1974 كمدرسة مهنية للنساء في هانيانغ، ثم تم ترقيتها إلى كلية، وبالتالي أُعيد تسميتها باسم كلية هاناي للنساء في عام 1978. أُعيد تسمية الكلية باسم «كلية هانيانغ النسائية» في عام 1998.

## الوضع الحالي للجامعة
أنشأت الجامعة في سبتمبر 2003 معهد بحوث نظم الإدارة ومركز دعم التعاون بين الجامعات والصناعة. تم اختيار قسم التربية البدنية والاجتماعية والموسيقى العملية في نوفمبر 2008 كأفضل قسم من كلية كوريا للتعليم. وفي فبراير 2010، تم تأسيس جامعة هانيانغ للنساء كمنظمة تابعة. افتتحت الجامعة في يوليو 2013 متحفًا فنيًا واختيرت لتكون جامعة ممتازة لمشروع تعزيز قدرات التعليم من قبل وزارة التعليم.

## الأقسام الأكاديمية
- قسم التكنولوجيا
  - قسم علوم الحاسب ونظم المعلوما
  - قسم معلومات الإنترنت
  - قسم تصميم الملابس
  - قسم تصميم الأزياء المتماسكة
  - قسم تصميم المنسوجات
- قسم العلوم الطبيعية
  - قسم الغذاء والتغذية
  - قسم صناعة الخدمات الغذائية
  - قسم صحة الأسنان
  - قسم إدارة الصحة العامة
- قسم العلوم الإنسانية والاجتماعية
  - قسم تعليم الطفولة المبكرة
  - قسم السياحة الدولية
  - قسم اللغة الإنجليزية
  - قسم إدارة الأعمال
  - قسم الضرائب والمحاسبة
  - قسم تنمية الموارد النسائية
  - قسم الترجمة اليابانية
  - قسم تعلم اللغة الصينية
  - قسم تربية الطفل والرعاية
- شعبة الفنون والرياضة

- - قسم التصميم الصناعي
  - قسم التصميم الداخلي
  - قسم التوضيح
  - قسم تصميم الوسائط المرئية
  - قسم فنون السيراميك
  - قسم الكتابة الإبداعية
  - قسم الرياضة ودراسات الترفيه
  - قسم الإذاعة والتصميم البصري للصور
  - قسم الموسيقى التطبيقية

## الخريجين المتميزين
- تشوي جي نا، ممثلة
- جو اون سوك، ممثلة
- كيم جيسوك، مغني في فرقة رينبو (فرقة موسيقية))
- كيم سي جونغ، مغني
- سولار، مغنية في فرقة مامامو

## روابط خارجية
- Official school website (بالإنجليزية)